# Надеждина, Надежда Сергеевна
Наде́жда Серге́евна Наде́ждина (настоящая фамилия — Бруште́йн; 21 мая (3 июня) 1904, Вильна, Виленская губерния, Российская империя — 11 октября 1979, Москва, РСФСР, СССР) — советская танцовщица, артистка балета, балетмейстер, хореограф и педагог. Герой Социалистического Труда (1978). Народная артистка СССР (1966). Лауреат Сталинской премии третьей степени (1950). Основатель и художественный руководитель Государственного академического хореографического ансамбля «Берёзка» (1948—1979), который с июня 2000 года носит её имя.

## Биография
Родилась 21 мая (3 июня) 1904 года в Вильне (ныне Вильнюс, Литва), в семье писательницы Александры Яковлевны Бруштейн (1884—1968) и врача, впоследствии одного из основоположников советской физиотерапии Сергея Александровича Бруштейна (1873—1947). Внучка виленского врача Якова Эхелевича Выгодского (1857—1941), министра по еврейским делам Литовской республики и депутата польского сейма.
В источниках встречаются два года рождения Н. С. Надеждиной: 1904 и 1908 (последний указан в прижизненных томах «БСЭ» и Театральной энциклопедии, а также на надгробном памятнике танцовщицы на Новодевичьем кладбище); расхождений в дне и месте рождения в источниках нет — 21 мая (3 июня по новому стилю), Вильна. Датировка рождения Н. С. Надеждиной 1904 годом опирается на сохранившуюся запись в «Книге для записи родившихся евреев на 1904 год» в канцелярии виленского городского раввина, в которой указана дата рождения «21 мая 1904 года» (20-е число месяца Сиван по еврейскому календарю).
В 1921 году окончила Выборгское коммерческое училище (незадолго до того ставшее 157-й трудовой школой) в Петрограде, в Финском переулке, дом 5. Одновременно, с 1918 по 1924 годы училась во Второй государственной балетной школе в Петрограде (педагоги — А. Я. Ваганова, Н. Г. Легат, А. М. Монахов).
В 1925—1934 годах — артистка балета Большого театра в Москве. Исполняла сольные партии и танцы в балетах «Лебединое озеро» (испанский, венгерский, мазурка), «Конёк-горбунок» (славянский, украинский), «Дон Кихот» (фанданго), «Красный мак» (Малайка, бостон), «Баядерка» (танец с лилиями), «Раймонда» (панадерос) и др.
С 1931 года одновременно выступала на эстраде, с середины 1930-х ставила свои номера. В 1941 году начала балетмейстерскую работу в ансамблях Сибирского военного округа и Карельского фронта — ставит танцы во фронтовых и агитбригадах, сама выезжает с ними в действующую армию (лучший концертный номер — хореографический плакат «Фрицы»). С 1943 года — балетмейстер, в 1946—1948 — художественный руководитель балетного отделения «Мосэстрады» и одновременно (1945—1948) — Русского народного хора Калининской филармонии, собирает и изучает фольклор северных областей России.
В 1948 году создала хореографический ансамбль «Берёзка», став его художественным руководителем и балетмейстером, где работала до конца жизни.
Однажды увидела на старинной литографии хоровод: девушки держали в руках зелёные веточки берёзы. В этом изображении она нашла не просто идею танца, но и поймала свою «синюю птицу», изменившую всю её жизнь. Первые исполнительницы хоровода «Березка» — молодые колхозницы Калининской (ныне — Тверской) области, участницы фестиваля сельских народных талантов в 1948 году. Двадцать девушек в длинных сарафанах — все статные, величавые, с красивой осанкой неслышно идут по сцене — ведут узорчатый хоровод. Нет, не идут — «плывут», да так, что вы уверены, будто не они двигаются, а вращается под ними диск сцены. В руках у них веточки молодой берёзки с чуть дрожащими ажурными листочками. «Во поле берёзонька стояла…» Зримо переливается мелодия песни. «Плывут» девушки, а зрители, глядя на них, словно вдыхают аромат весны, ощущают её волнующую поэзию. Поэзию Родины с её безбрежными далями, берёзовыми рощами, с её красотой.
«Берёзка» стала настоящим открытием в сценическом воплощении русского народного танца. Она — родоначальница не только совершенно особенного ансамбля, но и нового стиля в современной хореографии. Хореограф Н. Надеждина умела глубоко проникнуть в образный строй народной фантазии, правдиво и ярко воссоздать его в своих произведениях «Тройка», «Карусель», «Прялица», «Узоры», «Сибирская сюита», «Лебёдушка», «Берёзка», «На осенней ярмарке», «Заре навстречу», «Большой казачий пляс», «Северное сияние», «Северный старинный хоровод», «Воротца», «Топотуха» и множество других. Одна из последних постановок — танцевальный триптих «Русский фарфор». Она на редкость точно и глубоко отражала внутреннюю сущность народного бытия во всем его размахе и взлёте, раскрывала богатства русской души, её грани и в каждом танце отражала новую, неповторимую, находя для её воплощения самобытный пластический язык, лаконичную, логически законченную форму выражения.
«Мы всегда помним нашу создательницу Надежду Сергеевну Надеждину, — говорит преемница Н. С. Надеждиной на посту художественного руководителя коллектива, народная артистка СССР М. М. Кольцова. — Она сотворила уникальный ансамбль и совершенно новый жанр — танцевальную новеллу. Дала жизнь нескольким поколениям исполнителей и оставила бесценное наследие — гениальные композиции и танцы».
Вместе с ансамблем много гастролировала по СССР и за рубежом.
Воспитала большую группу танцовщиков, среди них солисты ансамбля: Д. С. Агафонова, Т. Д. Лукьянова, Н. Г. Рябова, Л. Ф. Трынова, М. М. Кольцова, К. П. Романова, В. В. Суворова, Г. Петрова и др.
Автор множества статей и книги: Надеждина Н. С. Русские танцы: описание танцев из репертуара ансамбля «Березка».- М.: Госкультпросветиздат, 1951. — 158 с.
Умерла 11 октября 1979 года в Москве. Похоронена в Москве на Новодевичьем кладбище (участок № 9). На её могиле установлен памятник из гранита и мрамора (скульптор — П. Шапиро, архитектор — А. Гераскин).

### Семья
- Брат — Михаил Сергеевич Бруштейн (1907—1965), инженер-механик, главный инженер кондитерской фабрики «Красный Октябрь», автор книги «Кондитерская промышленность» (Москва: Пищепромиздат, 1954).
- Дядя — Семён Яковлевич Выгодский (1892—1956), инженер-гидростроитель, автор монографий «Гидротехнические бетоны» (1937), «Методы контроля бетона в гидротехнических сооружениях» (1940), «Что нужно знать бетонщику» (1950), «Исследование работы железобетонных облицовок деривационных каналов, основы их конструирования и возведения» (1953).
- Племянница — Людмила Владимировна Ставская (1927—2000), режиссёр, актриса, профессор Театрального института им. Б. В. Щукина, заслуженный деятель искусств РСФСР (1978).
- Первый муж (с 1927 года) — Владимир Васильевич Лебедев (1891—1967), живописец, график, народный художник РСФСР (1966); послужила моделью для графической серии В. В. Лебедева «Танцовщица» (1927)[18]. Брак распался в середине 1930-х годов.
- Второй муж — Георгий Антонович Орвид (1904—1980), трубач, профессор Московской консерватории (1941), народный артист РСФСР (1972).

## Награды и премии
- Герой Социалистического Труда (1978)
- заслуженный деятель искусств РСФСР (1955)
- народная артистка РСФСР (1959)
- народная артистка СССР (1966)
- Сталинская премия третьей степени (1950) — за концертно-исполнительскую деятельность
- орден Ленина (1978)
- Золотая медаль Мира имени Ф. Жолио-Кюри (1959, Всемирный совет мира)

## Образ в искусстве

### На экране
- 2018 — российский мелодраматический телесериал «Берёзка» — роль Надежды Светловой исполнила актриса Лидия Вележева.

### В живописи
- Образ Надежды Надеждиной остался запечатлённым на рисунках её первого мужа, Владимира Лебедева, в серии «Танцовщица» (1927 год), где она послужила моделью художнику.

## Память
- С июня 2000 года Государственный академический хореографический ансамбль «Берёзка» носит имя своего создателя — Н. С. Надеждиной.
- 3 июня 2008 года ансамбль отметил 100-летний юбилей со дня рождения Н. С. Надеждиной.